# Tetrascapha yukiorum
Tetrascapha yukiorum är en skalbaggsart som beskrevs av Chandler 2003. Tetrascapha yukiorum ingår i släktet Tetrascapha och familjen kortvingar. Inga underarter finns listade i Catalogue of Life.